# Berlins stadsbana
| Unknown BSicon "ABZg+r" | Straight track |

| Unknown BSicon "TSBHFu" | Tower station on transverse bridge over straight track |

| Unknown BSicon "eKRZu" | Unknown BSicon "ABZg+lxr" |

| Unknown BSicon "SBHF" | Straight track |

| Unknown BSicon "SBHF" | Station on track |

| Unknown BSicon "SHST" | Straight track |

| Unknown BSicon "SBHF" | Station on track |

| Unknown BSicon "SHST" | Straight track |

| Unknown BSicon "TSBHFt" | Unknown BSicon "TBHFt" |

| Unknown BSicon "TSBHFt" | Unknown BSicon "TBHFt" |

| Unknown BSicon "SHST" | Straight track |

| Unknown BSicon "SHST" | Straight track |

| Unknown BSicon "SBHF" | Station on track |

| Unknown BSicon "SHST" | Straight track |

| Unknown BSicon "SBHF" | Station on track |

| Unknown BSicon "ABZglxr" | Unknown BSicon "KRZo" |

| Unknown BSicon "TSBHFu" | Unknown BSicon "KRZo" |

| Unknown BSicon "KRZu" | Unknown BSicon "KRZo" |

| Unknown BSicon "ABZg+r" | Straight track |

| Unknown BSicon "TSBHFu" | Tower station on transverse bridge over straight track |

| Unknown BSicon "eKRZu" | Unknown BSicon "ABZg+lxr" |

| Unknown BSicon "SBHF" | Straight track |

| Unknown BSicon "SBHF" | Station on track |

| Unknown BSicon "SHST" | Straight track |

| Unknown BSicon "SBHF" | Station on track |

| Unknown BSicon "SHST" | Straight track |

| Unknown BSicon "TSBHFt" | Unknown BSicon "TBHFt" |

| Unknown BSicon "TSBHFt" | Unknown BSicon "TBHFt" |

| Unknown BSicon "SHST" | Straight track |

| Unknown BSicon "SHST" | Straight track |

| Unknown BSicon "SBHF" | Station on track |

| Unknown BSicon "SHST" | Straight track |

| Unknown BSicon "SBHF" | Station on track |

| Unknown BSicon "ABZglxr" | Unknown BSicon "KRZo" |

| Unknown BSicon "TSBHFu" | Unknown BSicon "KRZo" |

| Unknown BSicon "KRZu" | Unknown BSicon "KRZo" |

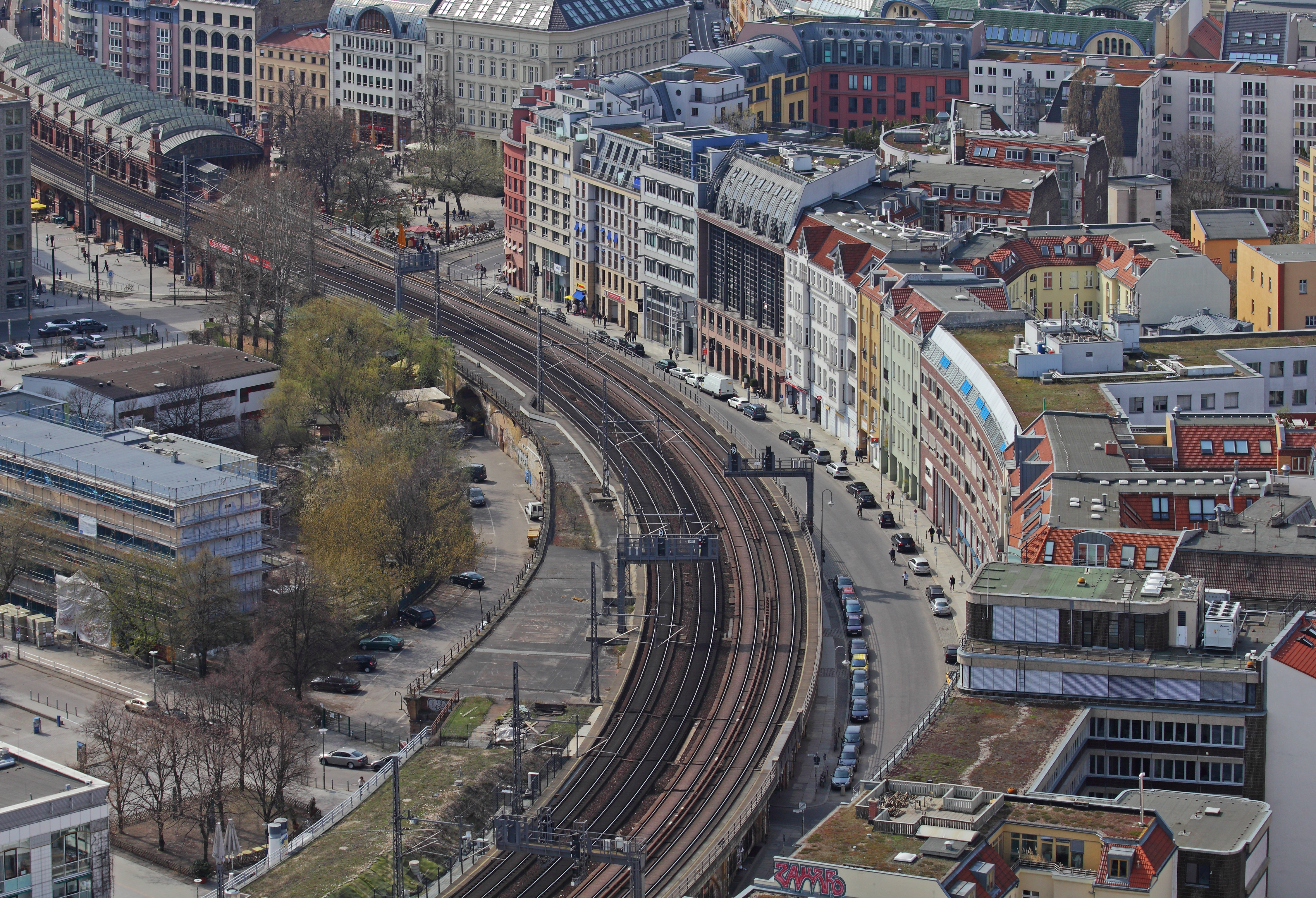
Stadsbanan vid stationen Hackescher Markt

Berlins stadsbana (ty: Berliner Stadtbahn) är en järnvägssträcka genom Berlins innerstad. Den är byggd som en högbana och öppnade den 7 februari 1882 för Berlins pendeltåg och den 15 maj för fjärrtåg.
Stadsbanans spår med lokaltrafik slogs 1930 ihop med Berliner Ringbahn och förortsbanorna till S-Bahn (Stadtschnellbahn).
Berlins stadsbana har fyra spår, varav två för S-Bahn och två för fjärr- och regionaltåg. Den ansluter på två ställen till Berliner Ringbahn samt på ett ställe till Berlin Nord-Süd-Tunnel.

## Historia
Berlins stadsbana skapades för att binda samman flera olika banor som fanns i eller utanför Berlin. År 1870 fanns det åtta banor som inte var sammankopplade vilket gjorde byten omständliga för resenärerna. Deutsche Eisenbahnbaugesellschaft gav 1872 i uppdrag att bygga en stadsbana från Schlesischer Bahnhof via Charlottenburg till Potsdam. År 1873 grundade Preussen tillsammans med privata järnvägsbolag Berliner Stadteisenbahngesellschaft för byggandet. Finansiella problem gjorde att staten tog över driften 1878. Då hade militären sett potentialen i ett sammanhängande nät vid eventuella mobiliseringar. År 1878 skapades Königlichen Direktion der Berliner Stadteisenbahn. 
Intryck togs från London och New York vid byggandet av Berlins stadsbana, som till största delen är en högbana med åtta kilometer av murade viadukter. Byggandet inleddes 1875; den 7 februari 1882 invigdes banan för stadstrafiken och 15 maj för fjärrtrafiken. 
De stationer som ursprungligen byggdes från väst till öst var: 
- Charlottenburg
- Zoologischer Garten
- Bellevue
- Lehrter Stadtbahnhof (1882-2002), idag Berlin Hauptbahnhof
- Friedrichstraße
- Börse (1882-1950), Marx-Engels-Platz (1951-1992), sedan 1992 Hackescher Markt
- Alexanderplatz
- Jannowitzbrücke
- Schlesischer Bahnhof (1952–1987), Berlin Hauptbahnhof (1987–1998) och sedan 1998 Ostbahnhof

Senare öppnades stationerna
- Savignyplatz (1896)
- Tiergarten (1885)

## Stationer

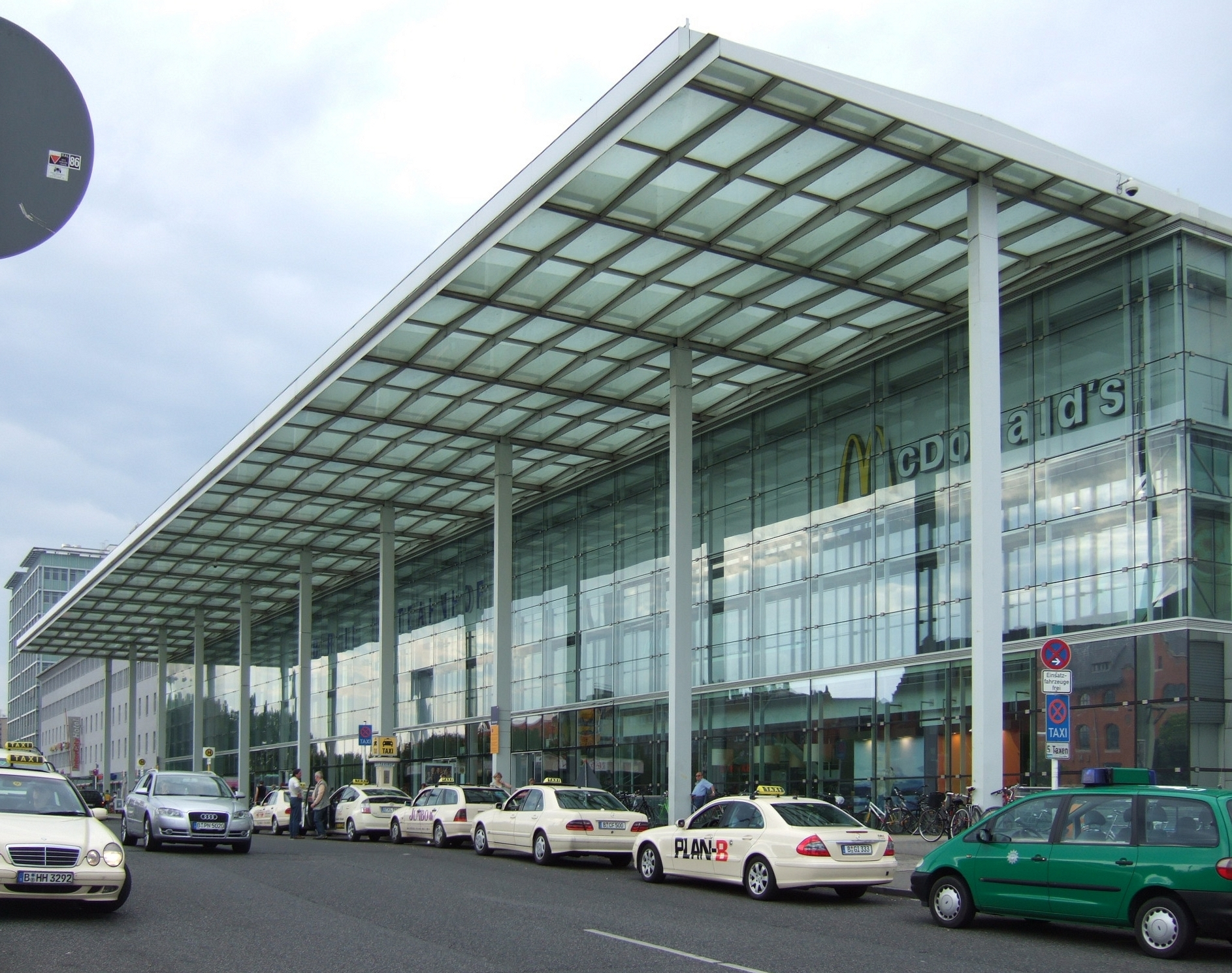
Ostbahnhof
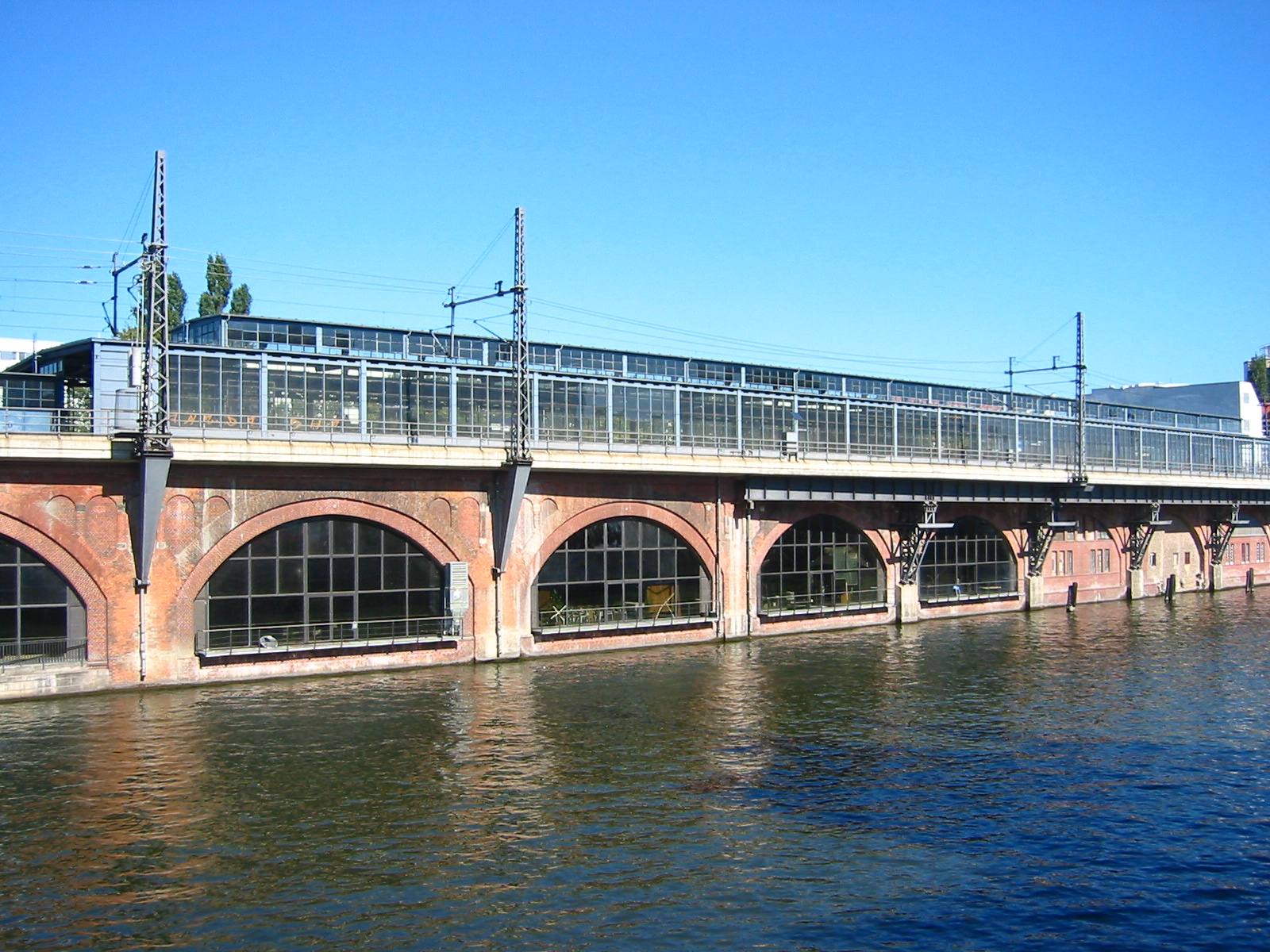
Jannowitzbrücke
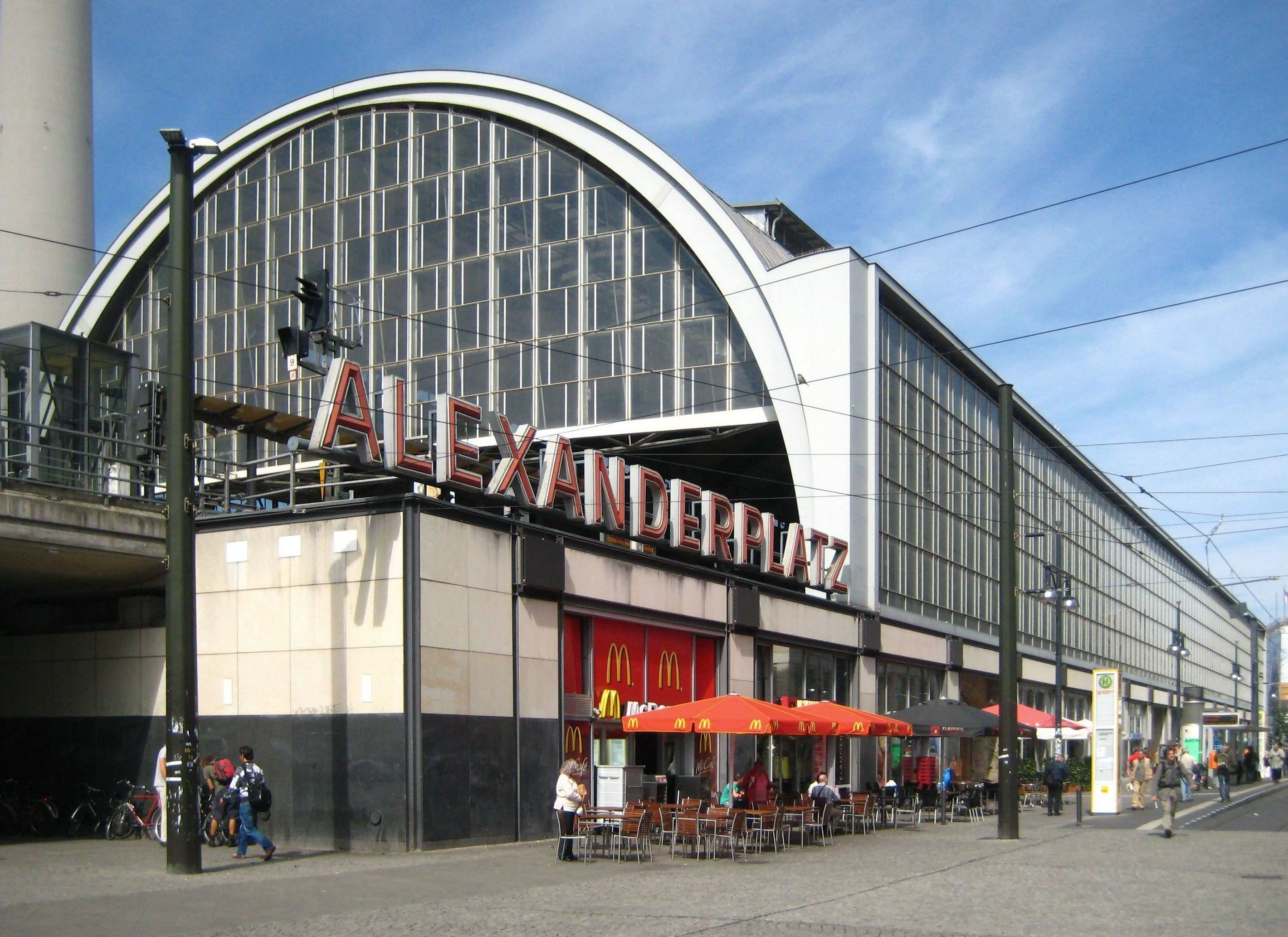
Alexanderplatz
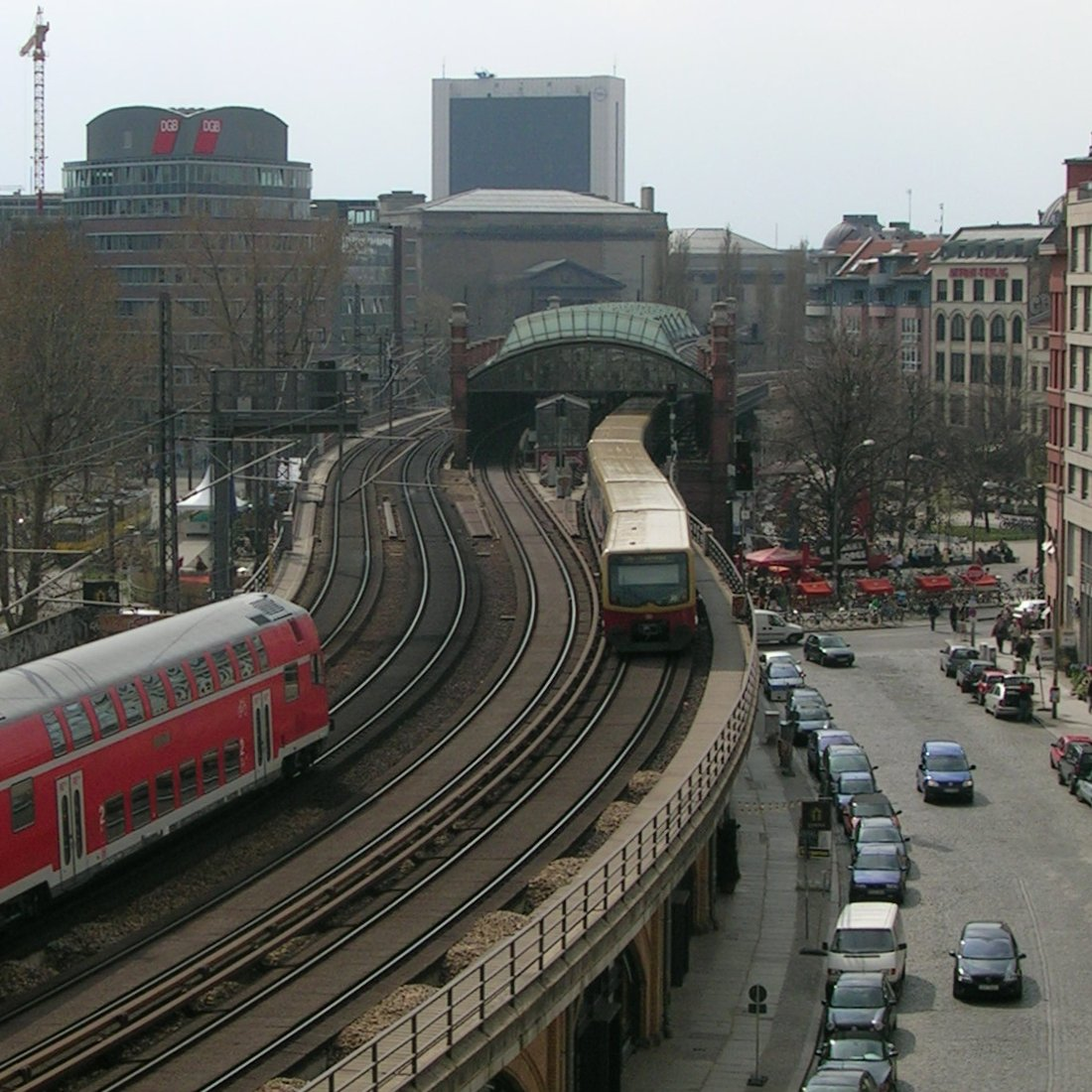
Hackescher Markt
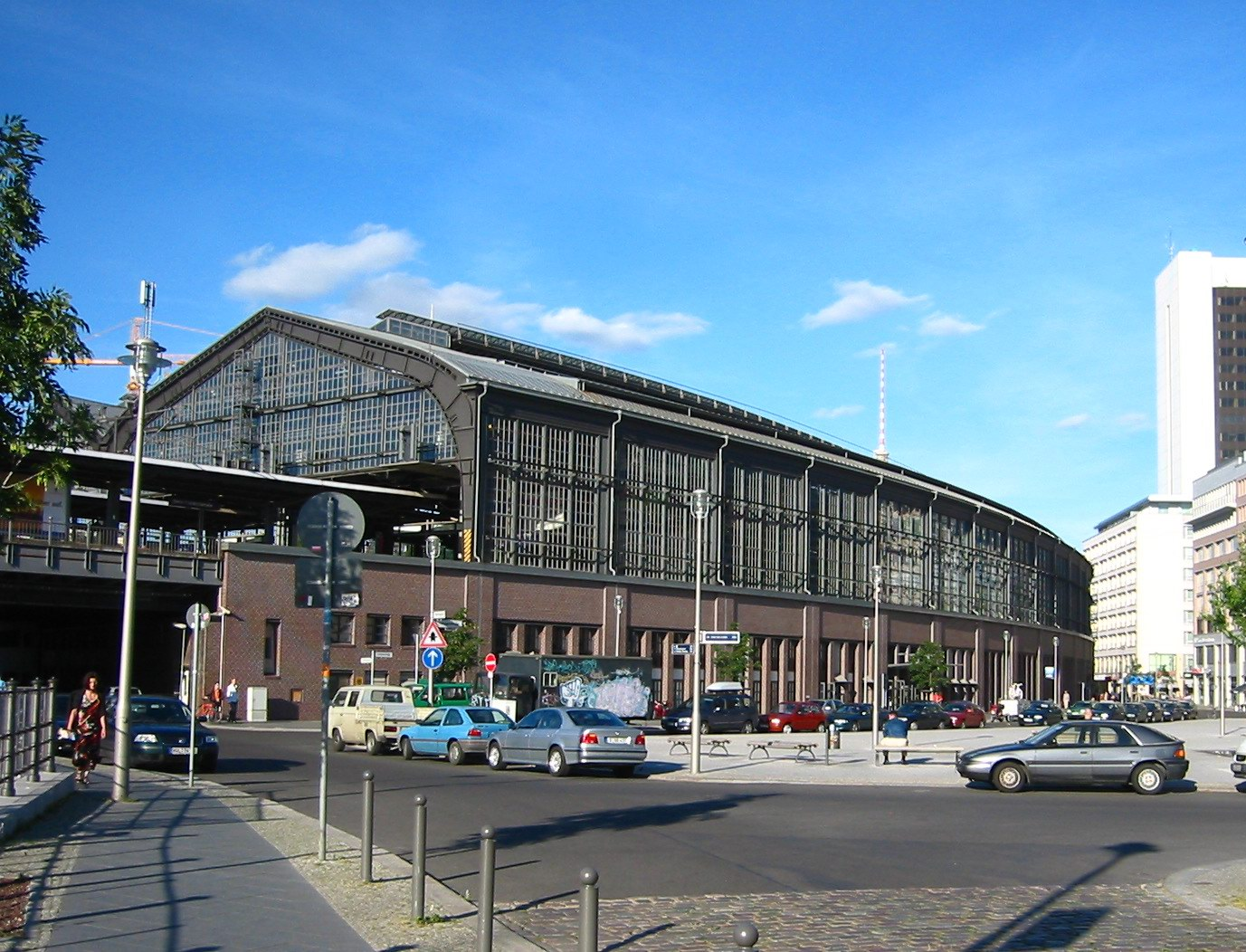
Friedrichstrasse
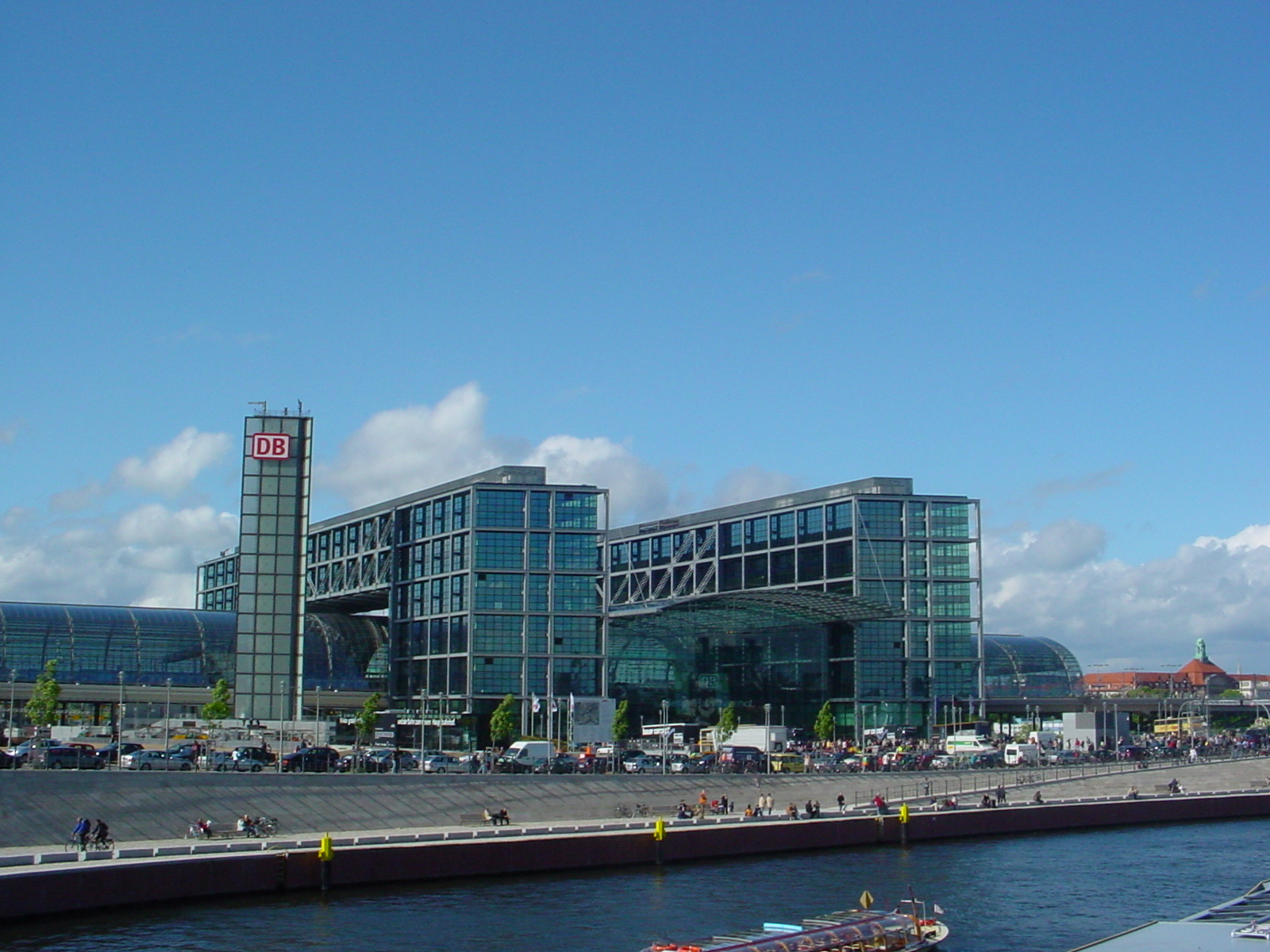
Hauptbahnhof
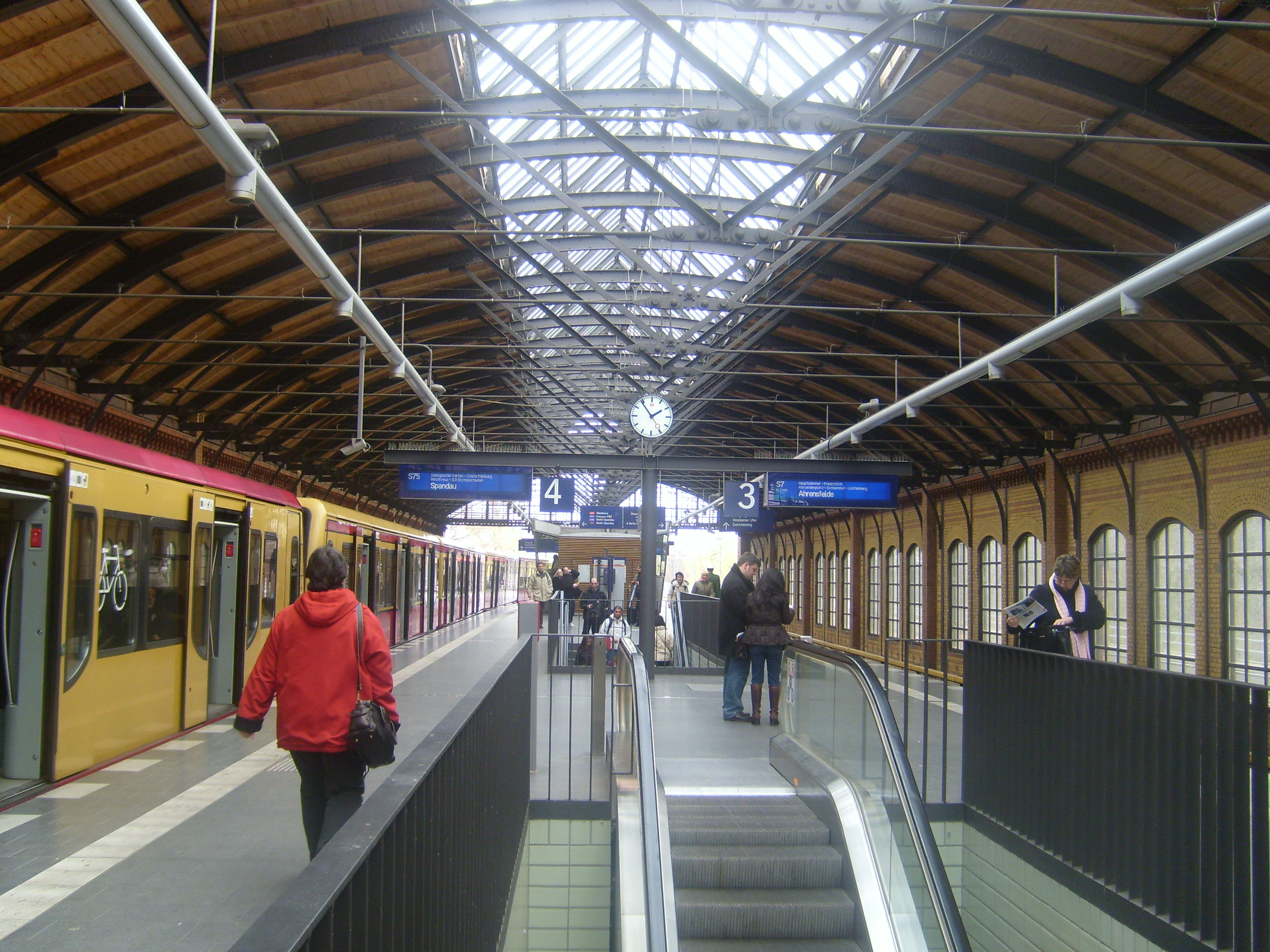
Bellevue
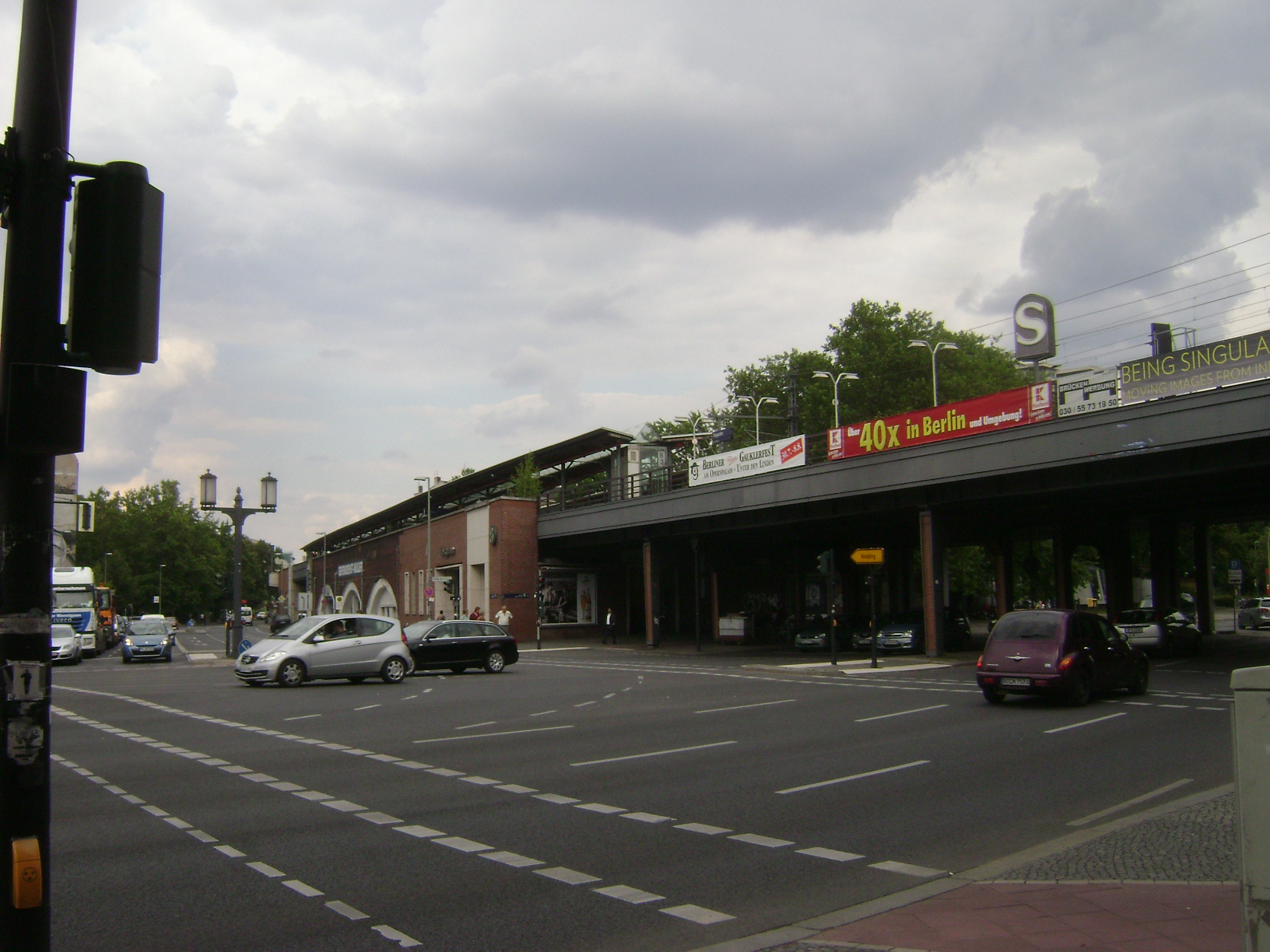
Tiergarten
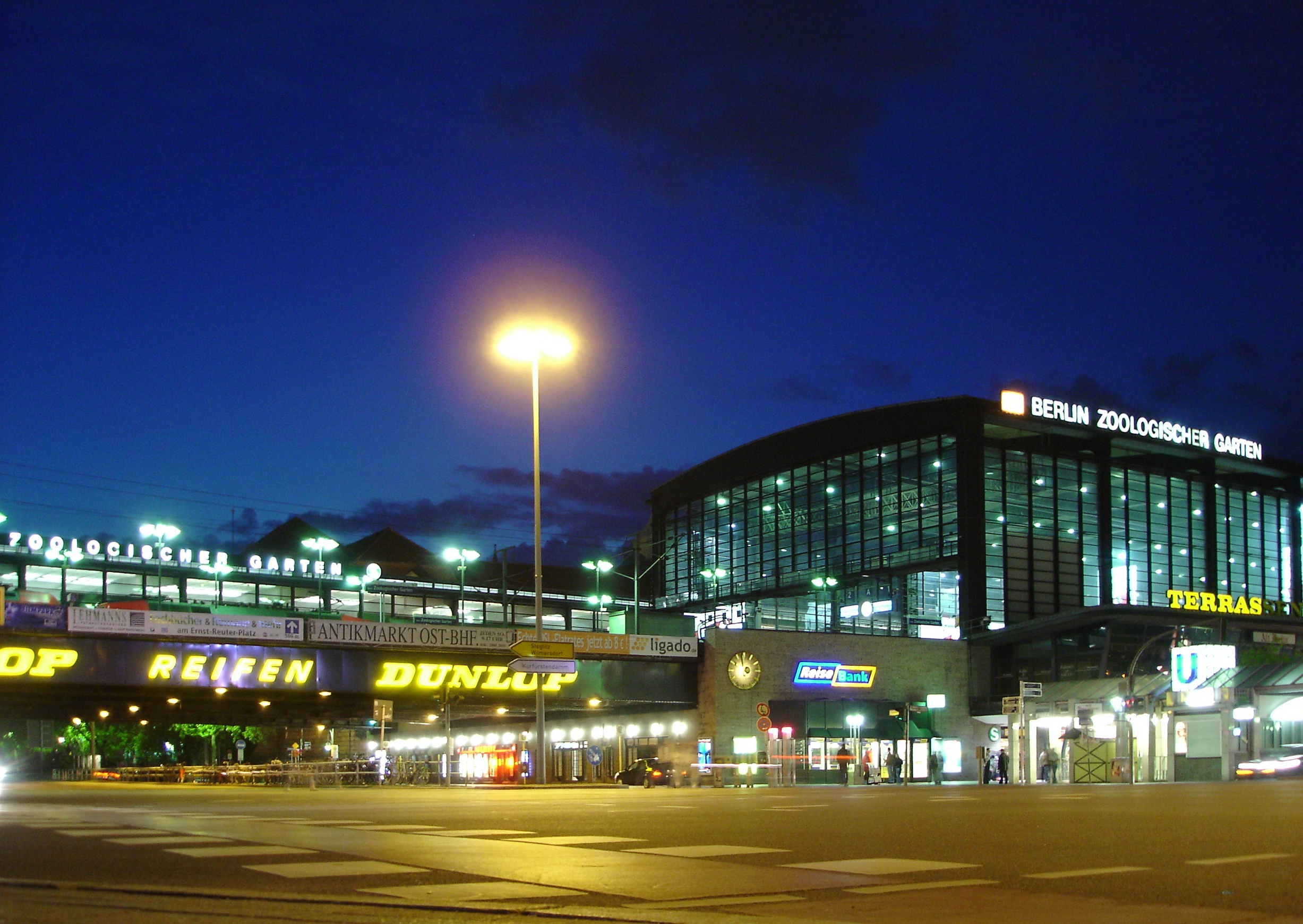
Zoologischer Garten